# Cryptosemelus betarmon
Cryptosemelus betarmon — вид наземних черевоногих молюсків родини Ariophantidae. Описаний у 2021 році.

## Назва
Видова назва betarmon походить від грецького слова, що означає танцюрист, і відноситься до метушливих рухів або рухів, схожих на танці, равликів, знайдених у полі після того, як їх потурбували.

## Поширення
Ендемік Таїланду. Поширений в провінції Прачуапкхірікхан на півдні країни. Мешкає у тропічних лісах з виходами вапняку.

## Опис
Раковина вдавлена підкуляста і блідо-жовтого кольору. Тварина з сіруватим тілом. Статеві органи зі сліпою кишкою, невеликою піхвою та подовженим епіфалусом. Внутрішня скульптура пеніса з сосочком і сліпою кишкою. Сперматофор з рядом розгалужених колючок.